# Thompsonirhinus rhedi
Thompsonirhinus rhedi is een keversoort uit de familie Rhynchitidae. De wetenschappelijke naam van de soort is voor het eerst geldig gepubliceerd in 1781 door Schrank.